# Виконт Лайл
Виконт Лайл (англ. Viscount Lisle) — титул в пэрстве Англии, создававшийся шесть раз.

## Виконт Лайл (1451)
- Джон Толбот, 1-й виконт Лайл (1423–1453)
- Томас Толбот, 2-й виконт Лайл (1443–1470) — сын предыдущего.

## Виконт Лайл (1483)
- Эдуард Грей, 1-й виконт Лайл (умер в 1492) — титул получен через брак с Элизабет Толбот, дочерью Джона Тлбота, 1-го виконта Лайла.
- Джон Грей, 2-й виконт Лайл (1481—1504) — сын предыдущего.

## Виконт Лайл (1513)
- Чарльз Брэндон, 1-й виконт Лайл (около 1484 — 1545) — титул получен через брак с Элизабет Грей, 5-й баронессой Лайл (1505—1519), дочерью Джона Грея, 2-го виконта Лайла.

## Виконт Лайл (1523)
- Артур Плантагенет, 1-й виконт Лайл (1470—1542) — титул получен через брак с Элизабет Грей, 6-й баронессой Лайл (ок. 1482 — 1526), дочерью Эдуарда Грея, 1-го виконта Лайл.

## Виконт Лайл (1543)
- Джон Дадли, 1-й виконт Лайл (1504—1553) — сын Элизабет Грей, 6-й баронессы Лайл. Титул конфискован в 1553 году.
- Джон Дадли (ок. 1527 — 1554) — сын предыдущего. Титул виконта Лайла носил только как титул учтивости (1547—1551).

## Виконт Лайл (1605)
Титул стал дополнительным к титулу графа Лестера креации 1618 года, угасший в 1743 году.